# Walerij Jesipow
Walerij Wiaczesławowicz Jesipow, ros. Валерий Вячеславович Есипов (ur. 4 października 1971 w Szczigrach) – rosyjski piłkarz, grający na pozycji napastnika, a wcześniej pomocnika, były reprezentant Rosji, trener piłkarski.

## Kariera piłkarska

### Kariera klubowa
Wychowanek klubu Awangard Kursk, w którym w 1988 rozpoczął karierę piłkarską. W październiku 1991 przeszedł do Fakiełu Woroneż. 29 marca 1992 roku debiutował w Wysszej Lidze w meczu z Urałmaszem Jekaterynburg (0:1). Po czterech kolejkach, w kwietniu 1992 został zaproszony do Dynama Kijów, który zaproponował lepsze warunki. 23 kwietnia 1992 roku debiutował w Wyszczej Lidze w meczu z Bukowyną Czerniowce (0:0). Latem 1992 powrócił do Rosji, gdzie został piłkarzem Rotoru Wołgograd. Na początku 2005 przeniósł się do Saturna Ramienskoje. W 2007 ustanowił rekord – jedyny piłkarz który grał we wszystkich poprzednich mistrzostwach Rosji w najwyższej lidze. W listopadzie 2007 roku w wieku 36 lat postanowił zakończyć karierę piłkarską.

### Kariera reprezentacyjna
17 sierpnia 1994 zadebiutował w reprezentacji Rosji. Łącznie rozegrał 5 gier reprezentacyjnych.

## Kariera trenerska
Po zakończeniu kariery piłkarską rozpoczął pracę trenerską w rodzimym klubie Awangard Kursk. W połowie 2010 przeniósł się do sztabu szkoleniowego Rotoru Wołgograd. W latach 2012–2013 prowadził Siewier Murmańsk.

## Sukcesy i odznaczenia

### Sukcesy klubowe
- wicemistrz Ukrainy: 1992
- wicemistrz Rosji: 1993, 1997
- brązowy medalista Mistrzostw Rosji: 1996
- finalista Pucharu Rosji: 1995
- finalista Pucharu Intertoto: 1996

### Sukcesy trenerskie
- mistrz Wtoroj dywizji, strefy centralnej: 2009
- najlepszy trener Wtoroj dywizji, strefy centralnej: 2009
- zdobywca Pucharu Astorii: 2012

### Sukcesy indywidualne
- 7 razy został wybrany do listy 33 najlepszych piłkarzy Rosji: Nr 1:2003; Nr 2: 1993, 1996, 1998, 2001; Nr 3: 1995, 2000
- najlepszy prawy pomocnik Mistrzostw Rosji według Sport-Ekspresu: 1997, 1998
- członek Klubu 100 rosyjskich strzelców: 103 goli